# Gyulafehérvár ostroma
Gyulafehérvár volt Erdély egyetlen hosszabb ostromnak is ellenállni képes erőssége a szabadságharc idején. Szintén az erőd közvetlen tőszomszédságában volt az egyetlen állandó átkelőhely a Maroson, illetve Marosportus, a kamarai só- és pénzraktár. Maga a vár egy hegyen állt ugyan, de a környéken két másik, magasabb hegy is volt, és azokról könnyen be lehetett lőni a várba.

## Az ostrom
A vár védőinek létszáma 2500 fő volt 71 löveggel, August várparancsnok vezetésével. Nagyszeben bevételéről 1849. március 13-án értesültek a védők, ekkor kezdték érezni, hogy a várat közvetlen veszély fenyegeti. Bem Kemény Farkas dandárát küldte a vár bevételére, miután azonban a vár védői kézbe vették Kemény megadásra felszólító levelét, a haditanács az ellenállás mellett döntött. Kemény nyilvánvalóan nem rendelkezett az ostromhoz szükséges erőkkel, ennek ellenére megkezdte a vár zárolását: az első magyar csapatok március 27-én tűntek föl a várostól északra. A védőknek így is maradt idejük élelmiszerkészleteik kiegészítésére, és a Maros-híd felgyújtására, és annak helyreállításához szükséges környékbeli faanyag elpusztítására vagy megrongálására. Pár napra rá, április 2-án Bem is a város alá érkezett, és lövetni kezdte a várat, majd parlamentert küldött a védőkhöz, hogy adják meg magukat. A válaszadásra a várparancsnok időt kért, ezt arra használta fel, hogy a kiütött tüzeket megfékezze. Aztán „természetesen” megtagadta a megadást; a magyar tábori lövegek ugyanis nem tettek, és nem is tehettek komoly kárt a falakban. Bem azonban elvonult a Bánságba, és a hátrahagyott magyar erők csak arra vállalkozhattak, hogy akadályozzák a román népfelkelés és a várőrség kapcsolatfelvételét, ez azonban nem mindig sikerül.
Április 30-án az ostromló sereg vezetőjévé a képzett, ám német származása és cinikus modora miatt árulással vádolt Maximilian Eugen von Stein, magyarosan Stein Miksa alezredest küldték ki. Stein ütegállásokat ásatott, majd június 25-én megkezdte a vár lövetését, ami azonban szintén nem sok eredménnyel járt. Nem sokkal később elfogyott a magyar tüzérség lőszere, és ezt a hátralévő pár hétben már nem is sikerült pótolni. Augusztus közepén Lüders cári tábornok óriási túlerőben lévő csapatai közelítettek a vár felé, miközben Stein hátában a román népfelkelés és a várőrség álltak. Stein visszavonta csapatait, és bár vereséget szenvedett, a román népfelkelőknek nem sikerült elvágniuk a visszavonulásának útját; ezzel a vereséggel végződő összecsapással zárult Gyulafehérvár ostroma.

## További információ
- Adalékok az 1849. évi erdélyi hadjárat történetéhez - EPA